# Гасдрубал (син Ганнона)
Гасдрубал (пун. 𐤏𐤆𐤓‬‬𐤁‬𐤏𐤋; д/н —бл. 250 до н. е.) — військовий діяч Карфагену під час Першої Пунічної війни.

## Життєпис
Син Ганнона, карфагенського військовика. Ймовірно тривалий час діяв проти лівійських племен. Перша згадка відноситься до 255 року до н. е., коли біля Тунету висадилася римська армія на чолі із Марком Атілієм Регулом. З огляду на те, що Гадсрубала (спільно з Бостаром) призначили командувати військом в такий складний час, то він мабуть на той час мав необхідні політичну вагу та військовий авторитет.
Спочатку Гадсрубал і Бостар планували атакувати Регула, але той в свою чергу взяв в облогу місто Адіс. В наступній битві карфагеняни зазнали невдачі, втративши військовий табір, а Бостар потрапив у полон. За цим до них приєднався Гамількар Барка. Втім супротивник захопив місто Тунет, поставивши Карфаген в складне становище. Зрештою Гасдрубал та Гамількар були підпорядковані спартанському найманцеві Ксантиппу.
Гасдрубал брав участьу битві біля Тунету 255 року до н. е., де римляни зазнали поразки. Вважається, що Ксантипп залишив Карфаген, побоюючись заздрощів та інтриг Гасдрубала.
У 254 році до н. е. після падіння Панорму на Сицилії очолив війська 95 тис. піхоти, 500 вершників, 140 слонів), з яким прибув на острів. Втім спроба нав'язати супротивнику битву виявилася невдалою — римляни уникали рішучих сутичок, побоюючись слонів. 251 року до н. е. змусив консула Гая Фурія Паціла перейти до оборони.
У 250 році до н. е. розпочав активні дії, наказавши спустошувати підвладні римлянам землі, провокуючи тих на вирішальну битву. Консул Луцій Цецилій Метелл в свою чергу отаборився в Панормі, де невдовзі виступив проти карфагенян. У битві біля міста Гасдрубал зазнав тяжкої поразки, оскільки римляни зуміли повернути слонів проти карфагенської піхоти. наслідком цього стало зменшення володінь Карфагену на Сицилії до міст Дрепанум і Лілібей.
Гасбрубала було відкликано до Карфагену, де ймовірно страчено. Новим очільником військ було призначено Адгербала.